# Dasyhelea insignicornis
Dasyhelea insignicornis är en tvåvingeart som först beskrevs av Jean-Jacques Kieffer 1913.  Dasyhelea insignicornis ingår i släktet Dasyhelea och familjen svidknott.
Artens utbredningsområde är Kenya. Inga underarter finns listade i Catalogue of Life.